# フェニックス エキスプレス
フェニックス エキスプレス（PHOENIX EXPRESS）は、マリンエキスプレスおよび宮崎カーフェリーが運航していたフェリー。

## 概要
1993年、パシフィック エキスプレスの同型船として、三菱重工業下関造船所で建造され、高千穂丸に変わって川崎 - 日向の京浜航路に就航した。竣工当時は日本最高速のカーフェリーであった。1994年には宮崎側のターミナルに宮崎港を追加し、パシフィック エキスプレスと共に日向・宮崎の隔日運航を実施。2002年には宮崎航路を高知港、日向航路を那智勝浦港へ途中寄港を開始した。
2005年6月15日、経営悪化により京浜航路休止。本船は宮崎カーフェリー運航の貝塚 - 宮崎航路に転配され、6月20日よりフェリーひむかとともに運航開始するが、2006年4月30日原油価格上昇を理由に航路休止となり、海外売船された。
その後、イタリアのコルシカ・フェリーズが購入、船尾に客室を増設するなどの改造を受け、MEGA EXPRESS FIVEとなり、コルシカ島とトゥーロン、ニースを結ぶ航路に就航している。

### 航路
マリンエキスプレス
- 川崎港 - 日向細島港（1992年 - 2005年 当初毎日運航・1994年より週3便・2002年より週1往復）
- 川崎港 - 宮崎港（1994年 - 2005年 当初週4往復・2002年より宮崎発のみ週2便）
- 川崎港 - 高知港 - 宮崎港（2002年 - 2005年 川崎発週3便・宮崎発週1便）
- 川崎港 - 那智勝浦港 - 日向港（2002年 - 2005年 週2往復）

宮崎カーフェリー
- 貝塚港 - 宮崎港（2005年 - 2006年）

コルシカ・フェリーズ
- トゥーロン - アジャクシオ
- トゥーロン - バスティア
- トゥーロン - リルルッス
- ニース - アジェクシオ
- ニース - バスティア
- リヴォルノ - バスティア

## 船内
船内はエーゲ海をイメージしたものとし、マリンブルーを基調色としてあしらった。
Aデッキ
- 特等室（2名×2室）
- 展望サロン
- 1等室（2名×10室）
- 2等寝台B（和室 4名×4室）
- 展望通路
- イベントホール（131席）
- カフェテリア・レストラン（138席）
- ドライバーレストラン

Bデッキ
- 2等寝台A（洋室 4名×10室）
- 2等寝台C（18名×18室・12名×1室 二段ベッド）
- 2等和室（16名×3室・75名×1室）
- ミーティングルーム（40名・2等和室使用可）
- ドライバールーム（6名×11室）
- エントランス
- 案内所
- 売店
- ゲームコーナー
- カードルーム
- 展望浴室
- ドライバー展望浴室

## ギャラリー

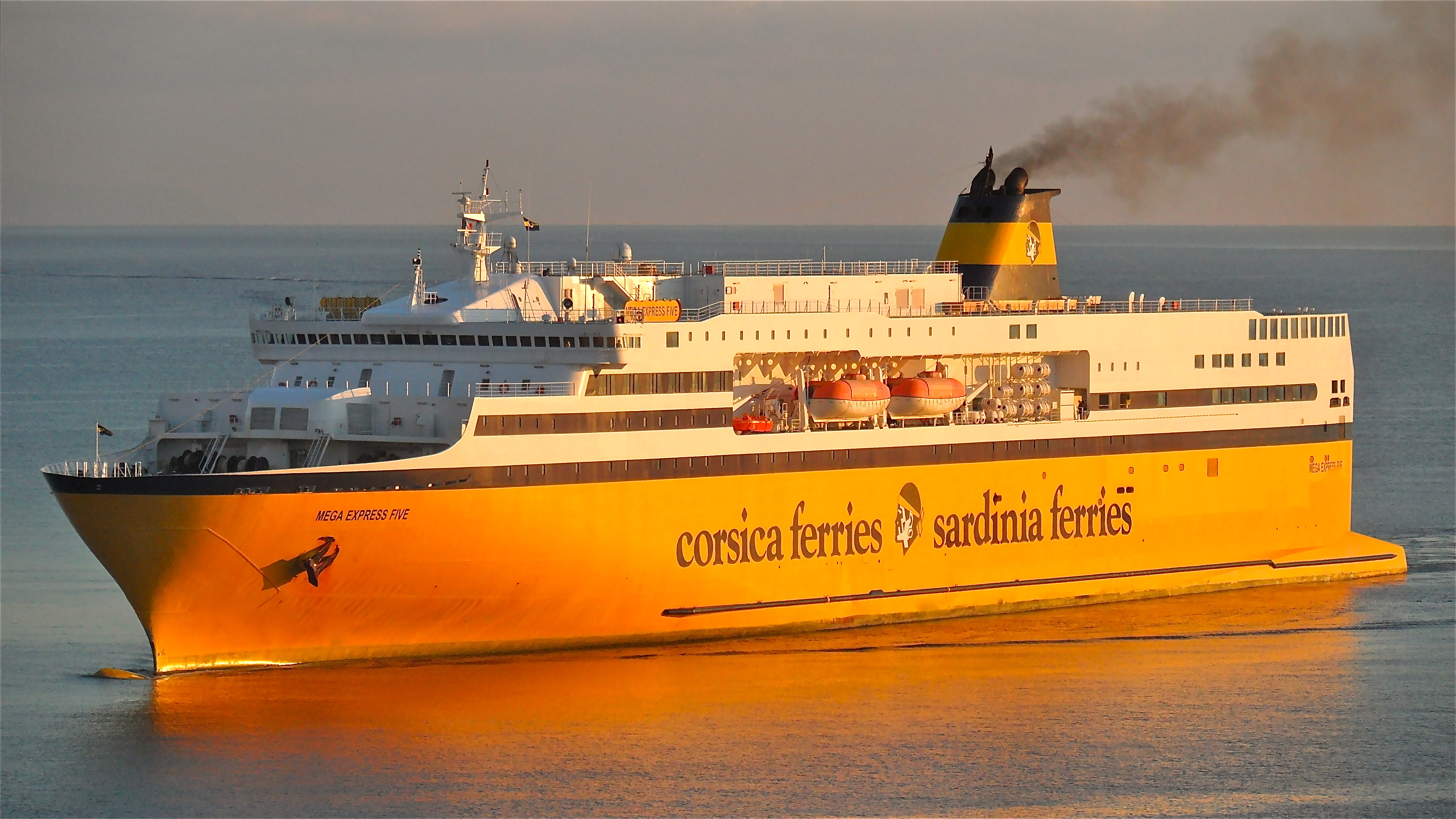
Mega Express Five
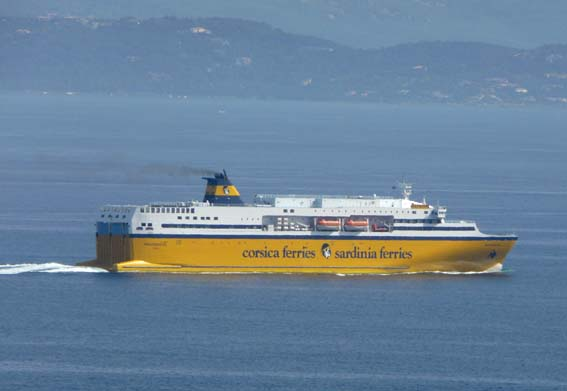
Mega Express Five
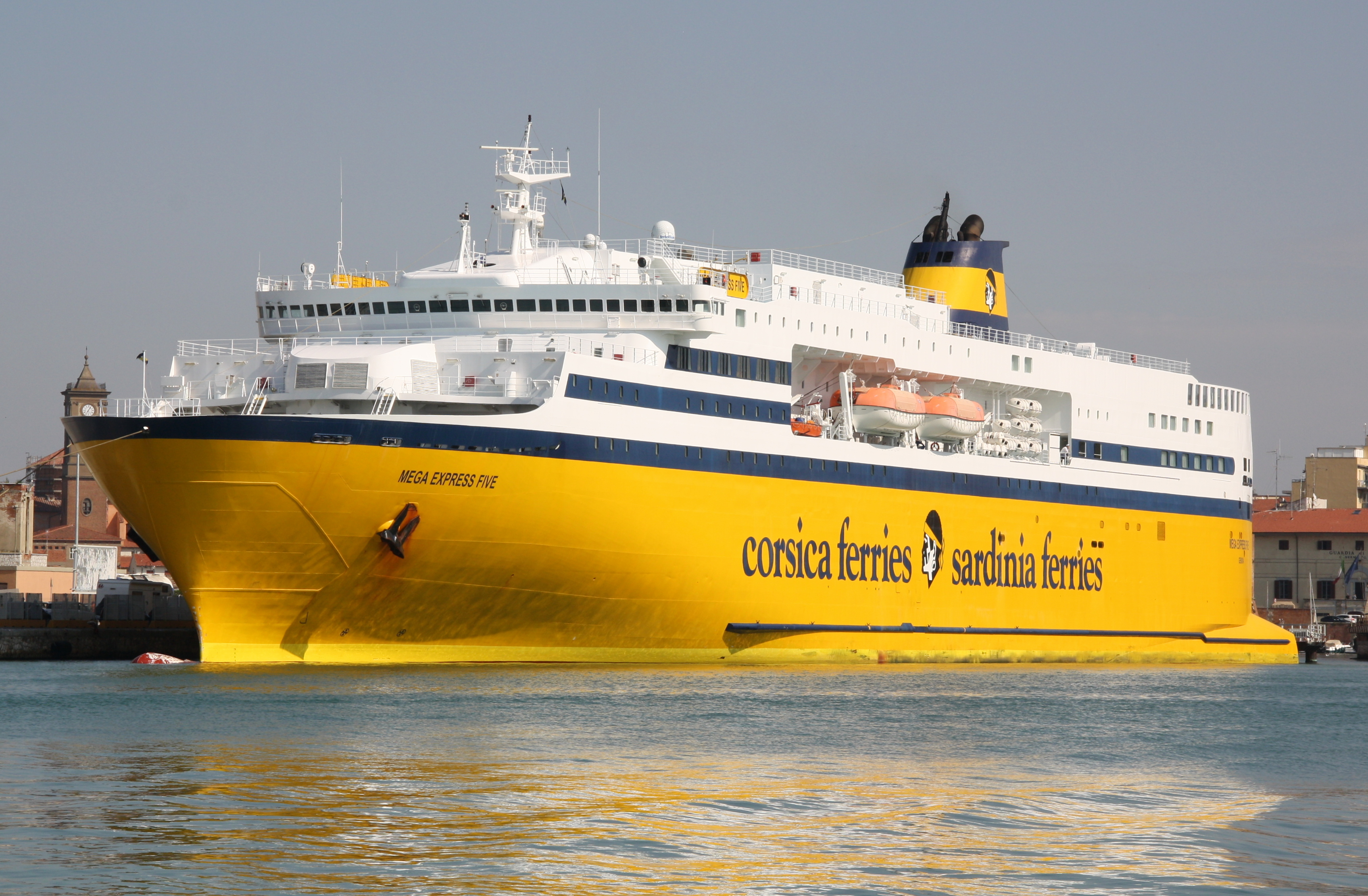
Mega Express Five
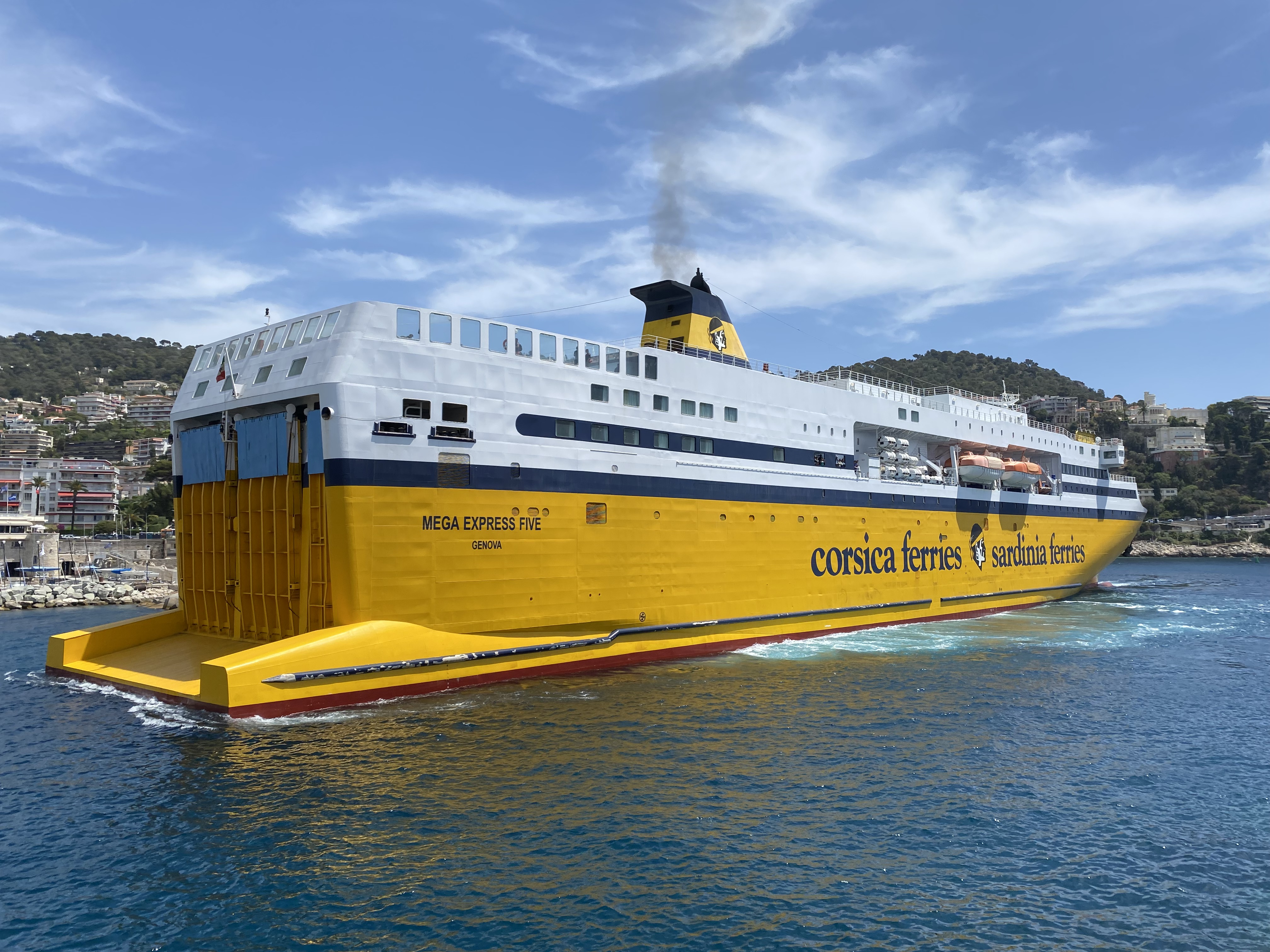

## 事故・インシデント
灯浮標衝突事件
2000年5月9日19時37分ごろ、川崎港から日向細島港へ向けて出港した本船は出航操船中に多摩川口灯浮標に接近しつつあるなかで左回頭を続け右舷船尾が灯浮標に衝突。それまでの操船要領で桟橋からの出航を無難に行っていたために灯浮標への接近に対する注意を怠り発生したものであった。